# 도요고속철도 2000계 전동차
도요고속철도 2000계 전동차(일본어: 東葉高速鉄道2000系電車)는 2004년부터 2006년까지 순차별로 도입했던 도요 고속 철도 차량이다. 기존 도요고속철도 1000형 전동차가 노후화가 되면서 도입된 차량으로 도쿄 지하철 05계 전동차 13차 차량을 기반으로 제작되었다.
이 열차는 ATS 신호 방식을 지원하지 않아 주오·소부 완행선을 운행할 수 없으며, 나카노역 까지만 운행한다.

## 같이 보기
- 도쿄 지하철 05계 전동차